# 7405

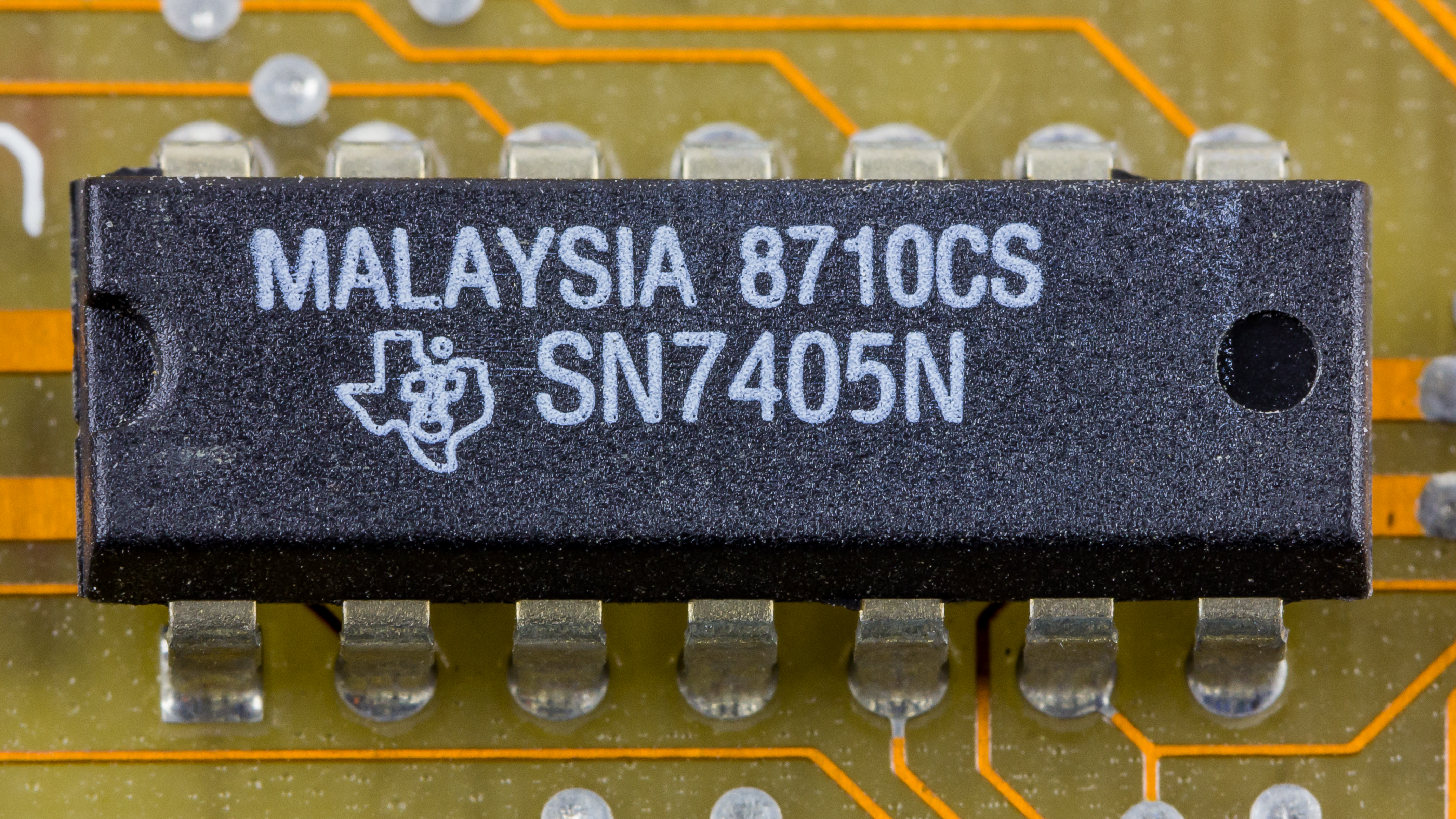
Texas Instruments SN7405N in einem 14-Pin-Dual-in-line-Gehäuse,
hergestellt 1987, Woche 10.

Der 7405 ist ein integrierter Schaltkreis (IC) und gehört zu den ersten Vertretern einer Familie von Logikbausteinen der 74xx-Serie von Texas Instruments. Er enthält 6 Nicht-Gatter mit Open-Collector-Ausgang. Hergestellt und geliefert wird er seit über 50 Jahren in einem 14-Pin-Dual-in-line-Gehäuse. Die Betriebsspannung beträgt 5 Volt (min. 4,75, max. 5,25).